# Pseudogaurotina robertae
Pseudogaurotina robertae är en skalbaggsart som beskrevs av Carlo Pesarini och Andrea Sabbadini 1997. Pseudogaurotina robertae ingår i släktet Pseudogaurotina och familjen långhorningar. Inga underarter finns listade i Catalogue of Life.